# Ich’ŏn (Korea Północna)
Ich’ŏn (kor. 이천군, Ich’ŏn-gun) – powiat w Korei Północnej, w prowincji Kangwŏn. W 2008 roku liczył 57 563 mieszkańców. Graniczy z powiatami Sin’gye i T’osan (prowincja Hwanghae Północne) od zachodu, P’an’gyo na północy, P’yŏnggang na południowym wschodzie oraz Ch’ŏrwŏn na południu. Przez powiat przebiega 141-kilometrowa linia kolejowa Ch’ŏngnyŏn Ich’ŏn, łącząca Sep’o i powiat P’yŏngsan (prowincja Hwanghae Północne).

## Historia
Przed wyzwoleniem Korei spod okupacji japońskiej powiat składał się z 11 miejscowości (kor. myŏn) oraz 90 wsi (kor. ri). W obecnej formie powstał w wyniku gruntownej reformy podziału administracyjnego w grudniu 1952 roku. W jego skład weszły wówczas tereny należące wcześniej do miejscowości Ich’ŏn, Hakbong, Sŏ (6 wsi), Sannae (6 wsi) i Ryongp'o (5 wsi – wszystkie należały do powiatu Ich’ŏn). Powiat Ich’ŏn składał się wówczas z jednego miasteczka (Ich’ŏn-ŭp) i 21 wsi (kor. ri).

## Gospodarka
Lokalna gospodarka oparta jest na przemyśle drzewnym, jedwabnictwie i (w ograniczonym stopniu) rolnictwie. Na terenie powiatu znajdują się m.in. złoża złota, azbestu i niklu.

## Podział administracyjny powiatu
W skład powiatu wchodzą następujące jednostki administracyjne:
| Nazwa jednostki administracyjnej | Rodzaj jednostki administracyjnej | Hangul   | Hancha   |
| -------------------------------- | --------------------------------- | -------- | -------- |
| Ich’ŏn-ŭp                        | miasteczko                        | 이천읍   | 伊川邑   |
| Kaech'ŏn-ri                      | wieś                              | 개천리   | 開川里   |
| Sindang-ri                       | wieś                              | 신당리   | 新堂里   |
| Mundong-ri                       | wieś                              | 문동리   | 文童里   |
| Sanji-ri                         | wieś                              | 산지리   | 山旨里   |
| Mu'rŭng-ri                       | wieś                              | 무릉리   | 武陵里   |
| Kŏnsŏl-ri                        | wieś                              | 건설리   | 建設里   |
| Hoesan-ri                        | wieś                              | 회산리   | 回山里   |
| Ch'ukdong-ri                     | wieś                              | 축동리   | 軸洞里   |
| Sanch'am-ri                      | wieś                              | 산참리   | 山站里   |
| U'mi-ri                          | wieś                              | 우미리   | 友味里   |
| Ryongjŏng-ri                     | wieś                              | 룡정리   | 龍亭里   |
| Sinhŭng-ri                       | wieś                              | 신흥리   | 新興里   |
| Hakbong-ri                       | wieś                              | 학봉리   | 鶴峰里   |
| Ohyŏn-ri                         | wieś                              | 오현리   | 筽峴里   |
| Sach'ŏng-ri                      | wieś                              | 사청리   | 射廳里   |
| Ŭnhaengjŏng-ri                   | wieś                              | 은행정리 | 銀杏亭里 |
| Simdong-ri                       | wieś                              | 심동리   | 深洞里   |
| Jangdong-ri                      | wieś                              | 장동리   | 長洞里   |
| Songjŏng-ri                      | wieś                              | 송정리   | 松亭里   |
| Sangha-ri                        | wieś                              | 상하리   | 上下里   |
| Jangjae-ri                       | wieś                              | 장재리   | 長在里   |
| Sŏngbuk-ri                       | wieś                              | 성북리   | 城北里   |